# Watchmen: The End Is Nigh
Watchmen: The End Is Nigh (Watchmen: O Fim Está Próximo, em tradução livre) é uma série de jogos em episódios que servem de prequela para a adaptação cinematográfica da graphic novel Watchmen. O jogo foi inicialmente anunciado em lançamento em download para Xbox 360, PC e Playstation 3, com o primeiro episódio lançado em 4 de março de 2009 para concidir com o lançamento do filme. O segundo episódio foi lançado em 30 de julho de 2009.
Ambos os episódios foram lançados juntos em disco em 21 de julho de 2009 para Xbox 360 e Playstation 3. A versão de Playstation 3 foi chamada de "The Complete Experience" (A Experiência Completa) e inclui a versão estendida do filme em Blu-ray.

## Jogabilidade
O jogo permite que os jogadores assumam os papéis de ambos Rorschach e Coruja II em modo single player ou multiplayer cooperativo. Rorschach e Coruja II são os únicos personagens jogáveis no primeiro episódio do jogo, que é composto por seis "capítulos". Cenas animadas que parecem desenhos de páginas de quadrinhos, semelhantes aos observados Watchmen: The Motion Comics lançado no iTunes, essas animações passam mostrando a história do jogo enquanto a próxima fase carrega. Dois dos atores do filme, Patrick Wilson e Jackie Earle Haley, emprestaram suas vozes para seus personagens Coruja e Rorschach, respectivamente. O jogo apresenta uma mistura de beat-em-up junto com puzzles, com os dois personagens com diferentes forças e habilidades. Rorschach é mais rápido com ataques não convencionais e faz uso de armas improvisadas, como alavancas e bastões de beisebol, Coruja é mais lento, mas tem um sólido método de artes marciais e utiliza dispositivos tecnológicos, como as "screecher bombs", e armas de luta. Os personagens devem trabalhar cooperativamente para passar pelos puzzles e derrotar inimigos.
O jogo se passa em 1972 durante a era dos Combatentes do Crime (ou Watchmen). A primeira fase do jogo é um tutorial ocorrendo enquanto Rorschach e Coruja se infiltram em uma prisão. Underboss, um vilão mencionado na história em quadrinhos, aparece no jogo, assim como outros adversários que são apenas mencionados ou brevemente mostrados em flashbacks dos quadrinhos originais. A nave voadora do Coruja, Arquimedes, aparece no jogo, mas o jogador nunca tem controle sobre ela durante o game. Um artigo na Comicmix.com enfatiza foco do jogo no trabalho em equipe entre os dois personagens: no modo single-player, a inteligência artificial controla o outro personagem além do personagem principal, enquanto o jogo pode ser jogado no modo Co-op com dois jogadores como ambos os personagens. O artigo também menciona que não haverá modo Co-op on-line.

## Enredo
The End Is Nigh toma lugar durante a era dos Combatentes do Crime (rebatizada de Watchmen para a adaptação para o cinema), quando Rorschach e Coruja II foram combater o crime como vigilantes antes da Lei Keene aprovada em 1977. Ao ouvir um boletim policial, Coruja e Rorschach vão para prisão de Sing Sing para ajudar a acalmar a revolta que aconteceu lá.
Uma vez lá, eles descobrem que os motins foram um artifício para encobrir a fuga de Underboss, um chefe do crime. Eles vão para um bar, o RumRunner, e perguntam a um dos clientes para descobrir quem orquestrou a fuga. Eles descobrem que Jimmy the Gimmick estava por trás da fuga, assim que o perseguem nas docas de um parque de diversões abandonado. Eles o encurralam nos trilhos de uma montanha-russa, quando alguém ativa os carrinhos para tentar matar Jimmy. Coruja os prende de volta com o seu gancho, mas um franco-atirador misterioso atira no cabo, fazendo com que o carrinho voe na direção de Jimmy, deixando-o gravemente ferido. Antes de sua queda para fora da montanha-russa, Jimmy conseguiu dizer-lhes que Underboss está em seu esconderijo nos esgotos da cidade, por isso depois de chamar uma ambulância para Jimmy, que é onde Coruja e Rorschach decidem ir.
Eles não o encontram lá, mas eles encontram um diretor associado do FBI,  Mark Felt, amarrado e sangrando muito, aparentemente torturado. Ele diz que alguém (que heróis presumem ser Underboss) irá matar dois jornalistas, Bob Woodward e Carl Bernstein, os informantes do escândalo de Watergate. Ao sair dos esgotos, Coruja e Rorschach são emboscados pela polícia.
Eles abrem seu caminho através dos policiais para chegar ao canteiro de obras onde Felt disse a eles que Underboss está, apenas para descobrir que os repórteres já estão mortos. Underboss alega que ele não tinha nada a ver com isso. A dupla o persegue até o local de construção e consegue encurralá-lo, mas O Comediante atira com um sniper de longe. Descobriu-se o Comediante foi o cérebro por trás de todos os eventos, trabalhando em nome do governo americano para encobrir o escândalo de Watergate (uma referência a um comentário feito sobre Woodward e Bernstein pelo Comediante, tanto na história em quadrinhos quanto no filme).
Na Parte 2, Rorschach segue o rastro de uma garota desaparecida chamada Violet Greene. Com um relutante Coruja ao seu lado, eles se infiltram em um clube de strip decadente, onde eles descobrem que o sequestrador é a Lady Twilight, uma antiga paixão de Coruja. Eles entram em sua mansão (que atua como um bordel de alta classe) e descobrem que Violet gosta de ser uma prostituta, no entanto Rorschach reivindica que ela pode ter sofrido uma lavagem cerebral. Coruja consente que se Violet está em seu julgamento de "livre e espontânea vontade", então não há nada que eles podem fazer. Rorschach discorda, e a dupla persegue Lady Twilight através da mansão, antes que ela se jogue de uma clarabóia. O final do capítulo depende do resultado da batalha final (entre Coruja e Rorschach). Se o Coruja ganha, então Rorschach é jogado através da clarabóia, e Lady Twilight é resgatada. Se Rorschach ganha, em seguida, Coruja é jogado para um lado, e Rorschach bate na clarabóia, matando assim Lady Twilight. Qualquer que seja o personagem vencedor, o jogo termina com a parceria entre Coruja e Rorschach terminada, e Coruja se junta ao Comediante para conter um motim (um evento que apresenta-se tanto na história em quadrinhos, quanto no filme).

## Desenvolvimento
A Warner Bros. Interactive Entertainment anunciou a publicação de dois jogos baixáveis durante o lançamento do filme nos Cinemas e em DVD. Deadline Games desenvolveu as duas partes. O jogo foi escrito por Len Wein, editor de quadrinhos. David Gibbons, o desenhista também é o assessor.
Electronic Gaming Monthly anunciou que o título seria Watchmen: The End Is Nigh e tinha o jogo como sua matéria de capa de Dezembro de 2008.
Um teaser Trailer foi exibido na Spike's Video Game Awards Show em 15 de dezembro de 2008.
As versões Demo de PC e Playstation 3 foram lançadas em 3 de março de 2009, disponíveis na Steam e na Playstation Network, respectivamente.
A versão de Xbox 360 de Watchmen: The End Is Nigh - Part II foi lançada através da Xbox Live Arcade em uma quarta feira, 26 de agosto de 2009.

## Recepção
As críticas do jogo foram mistas. A IGN o marcou com um 5.5/10 e recebeu críticas negativas da FEAR.net e Joystiq. Uma revisão da 1up.com afirma que o jogo era um " decente beat-em-up da geração HD ", mas adverte que" mesmo tão lindo também é muito repetitivo ". GamePro o premiou com um 4 de 5, enquanto X-play lhe deu um 3 em 5. A Xbox Magazine lhe deu um 7 em 10, ao dizer co-op foi divertido, mas que eles ficaram decepcionados porque o online co-op não foi dado. Daniel Hiper da Wilks elogia o jogo para seus "efeitos de chuva, modelos de sombra e caráter", bem como o seu "motor de combate decente". No entanto, ele critica o jogo como "ação repetitiva e nível de design não é particularmente difícil". No Video Game talk show Good os dois apresentadores deram ao jogo um 4 e um 5 de 10.